# Michael Noonan (calciatore)
Michael Noonan (Dublino, 31 luglio 2008) è un calciatore irlandese, attaccante dello Shamrock Rovers. Con il gol segnato all'età di 16 anni e 197 giorni, è il più giovane marcatore nella storia della Conference League.

## Carriera

### Club
È cresciuto nel settore giovanile del St Patrick's, dove ha debuttato il 14 ottobre 2024 nell'incontro di Premier Division vinto 3-1 contro il Bohemians.
Il 15 gennaio 2025 è stato acquistato a titolo definitivo dall'Shamrock Rovers ed il 13 febbraio seguente ha debuttato nelle competizioni europee contro il Molde segnando il gol decisivo nella vittoria per 1-0 e diventando al contempo il più giovane marcatore della UEFA Conference League, ed il secondo di tutte le competizioni UEFA, dietro solo a Nii Lamptey.

### Nazionale
Ha giocato con le nazionali giovanili irlandesi Under-15 ed Under-16.

## Statistiche

### Presenze e reti nei club
Statistiche aggiornate al 10 agosto 2025.
| Stagione        | Squadra         | Campionato      | Campionato | Campionato | Coppe nazionali | Coppe nazionali | Coppe nazionali | Coppe continentali | Coppe continentali | Coppe continentali | Altre coppe | Altre coppe | Altre coppe | Totale | Totale | Totale |
| Stagione        | Squadra         | Comp            | Pres       | Reti       | Comp            | Pres            | Reti            | Comp               | Pres               | Reti               | Comp        | Pres        | Reti        | Pres   | Reti   |        |
| --------------- | --------------- | --------------- | ---------- | ---------- | --------------- | --------------- | --------------- | ------------------ | ------------------ | ------------------ | ----------- | ----------- | ----------- | ------ | ------ | ------ |
| 2024            | St Patrick's    | PD              | 1          | 0          | CI+LS           | 0+1             | 0+2             | UECL               | 0                  | 0                  | -           | -           | -           | 2      | 2      |        |
| 2025            | Shamrock Rovers | PD              | 25         | 6          | CI              | 1               | 0               | UECL               | 5                  | 1                  | -           | -           | -           | 31     | 7      |        |
| Totale carriera | Totale carriera | Totale carriera | 26         | 6          |                 | 2               | 2               |                    | 5                  | 1                  |             | -           | -           | 33     | 9      |        |

### Cronologia presenze e reti in nazionale
Aggiornato al 5 giugno 2025

| Cronologia completa delle presenze e delle reti in nazionale ― Irlanda under 19 | Cronologia completa delle presenze e delle reti in nazionale ― Irlanda under 19 | Cronologia completa delle presenze e delle reti in nazionale ― Irlanda under 19 | Cronologia completa delle presenze e delle reti in nazionale ― Irlanda under 19 | Cronologia completa delle presenze e delle reti in nazionale ― Irlanda under 19 | Cronologia completa delle presenze e delle reti in nazionale ― Irlanda under 19 | Cronologia completa delle presenze e delle reti in nazionale ― Irlanda under 19 | Cronologia completa delle presenze e delle reti in nazionale ― Irlanda under 19 |
| Data                                                                            | Città                                                                           | In casa                                                                         | Risultato                                                                       | Ospiti                                                                          | Competizione                                                                    | Reti                                                                            | Note                                                                            |
| ------------------------------------------------------------------------------- | ------------------------------------------------------------------------------- | ------------------------------------------------------------------------------- | ------------------------------------------------------------------------------- | ------------------------------------------------------------------------------- | ------------------------------------------------------------------------------- | ------------------------------------------------------------------------------- | ------------------------------------------------------------------------------- |
| 19-03-2025                                                                      | Wolfsburg                                                                       | Finlandia under 19                                                              | 3 – 0                                                                           | Irlanda under 19                                                                | Qual. Europeo Under-19 2025                                                     | -                                                                               | 75’                                                                             |
| 22-03-2025                                                                      | Wolfsburg                                                                       | Irlanda under 19                                                                | 1 – 1                                                                           | Slovenia under 19                                                               | Qual. Europeo Under-19 2025                                                     | -                                                                               | 71’                                                                             |
| 25-03-2025                                                                      | Wolfsburg                                                                       | Irlanda under 19                                                                | 0 – 1                                                                           | Germania under 19                                                               | Qual. Europeo Under-19 2025                                                     | -                                                                               | 71’                                                                             |
| Totale                                                                          |                                                                                 | Presenze                                                                        | 3                                                                               |                                                                                 | Reti                                                                            | 0                                                                               |                                                                                 |

| Cronologia completa delle presenze e delle reti in nazionale ― Irlanda under 18 | Cronologia completa delle presenze e delle reti in nazionale ― Irlanda under 18 | Cronologia completa delle presenze e delle reti in nazionale ― Irlanda under 18 | Cronologia completa delle presenze e delle reti in nazionale ― Irlanda under 18 | Cronologia completa delle presenze e delle reti in nazionale ― Irlanda under 18 | Cronologia completa delle presenze e delle reti in nazionale ― Irlanda under 18 | Cronologia completa delle presenze e delle reti in nazionale ― Irlanda under 18 | Cronologia completa delle presenze e delle reti in nazionale ― Irlanda under 18 |
| Data                                                                            | Città                                                                           | In casa                                                                         | Risultato                                                                       | Ospiti                                                                          | Competizione                                                                    | Reti                                                                            | Note                                                                            |
| ------------------------------------------------------------------------------- | ------------------------------------------------------------------------------- | ------------------------------------------------------------------------------- | ------------------------------------------------------------------------------- | ------------------------------------------------------------------------------- | ------------------------------------------------------------------------------- | ------------------------------------------------------------------------------- | ------------------------------------------------------------------------------- |
| 04-06-2025                                                                      | Campo neutro                                                                    | Irlanda under 18                                                                | 1 – 4                                                                           | Norvegia under 18                                                               | Amichevole                                                                      | -                                                                               | 46’                                                                             |
| Totale                                                                          |                                                                                 | Presenze                                                                        | 1                                                                               |                                                                                 | Reti                                                                            | 0                                                                               |                                                                                 |

| Cronologia completa delle presenze e delle reti in nazionale ― Irlanda under 17 | Cronologia completa delle presenze e delle reti in nazionale ― Irlanda under 17 | Cronologia completa delle presenze e delle reti in nazionale ― Irlanda under 17 | Cronologia completa delle presenze e delle reti in nazionale ― Irlanda under 17 | Cronologia completa delle presenze e delle reti in nazionale ― Irlanda under 17 | Cronologia completa delle presenze e delle reti in nazionale ― Irlanda under 17 | Cronologia completa delle presenze e delle reti in nazionale ― Irlanda under 17 | Cronologia completa delle presenze e delle reti in nazionale ― Irlanda under 17 |
| Data                                                                            | Città                                                                           | In casa                                                                         | Risultato                                                                       | Ospiti                                                                          | Competizione                                                                    | Reti                                                                            | Note                                                                            |
| ------------------------------------------------------------------------------- | ------------------------------------------------------------------------------- | ------------------------------------------------------------------------------- | ------------------------------------------------------------------------------- | ------------------------------------------------------------------------------- | ------------------------------------------------------------------------------- | ------------------------------------------------------------------------------- | ------------------------------------------------------------------------------- |
| 14-02-2024                                                                      | San Pedro del Pinatar                                                           | Irlanda under 17                                                                | 0 – 2                                                                           | Ungheria under 17                                                               | Amichevole                                                                      | -                                                                               |                                                                                 |
| 16-02-2024                                                                      | San Pedro del Pinatar                                                           | Irlanda under 17                                                                | 1 – 5                                                                           | Danimarca under 17                                                              | Amichevole                                                                      | 1                                                                               |                                                                                 |
| 20-03-2024                                                                      | Braga                                                                           | Portogallo under 17                                                             | 4 – 1                                                                           | Irlanda under 17                                                                | Qual. Europeo Under-17 2024                                                     | -                                                                               | 74’                                                                             |
| 23-03-2024                                                                      | Arcos de Valdevez                                                               | Germania under 17                                                               | 2 – 0                                                                           | Irlanda under 17                                                                | Qual. Europeo Under-17 2024                                                     | -                                                                               | 46’                                                                             |
| 26-03-2024                                                                      | Viana do Castelo                                                                | Irlanda under 17                                                                | 0 – 5                                                                           | Croazia under 17                                                                | Qual. Europeo Under-17 2024                                                     | -                                                                               |                                                                                 |
| 05-09-2024                                                                      | San Pedro del Pinatar                                                           | Irlanda under 17                                                                | 1 – 2                                                                           | Danimarca under 17                                                              | Amichevole                                                                      | -                                                                               |                                                                                 |
| 08-09-2024                                                                      | San Pedro del Pinatar                                                           | Irlanda under 17                                                                | 0 – 2                                                                           | Danimarca under 17                                                              | Amichevole                                                                      | -                                                                               |                                                                                 |
| 29-10-2024                                                                      | Larne                                                                           | Irlanda under 17                                                                | 2 – 2                                                                           | Lituania under 17                                                               | Qual. Europeo Under-17 2025                                                     | 1                                                                               |                                                                                 |
| 01-11-2024                                                                      | Belfast                                                                         | Irlanda under 17                                                                | 1 – 3                                                                           | Irlanda del Nord under 17                                                       | Qual. Europeo Under-17 2025                                                     | 1                                                                               |                                                                                 |
| 04-11-2024                                                                      | Larne                                                                           | Scozia under 17                                                                 | 0 – 3                                                                           | Irlanda under 17                                                                | Qual. Europeo Under-17 2025                                                     | 1                                                                               |                                                                                 |
| Totale                                                                          |                                                                                 | Presenze                                                                        | 10                                                                              |                                                                                 | Reti                                                                            | 4                                                                               |                                                                                 |

### Record
- Calciatore più giovane ad aver segnato in UEFA Conference League (16 anni e 197 giorni).[1]